# Cläre Neuhaus

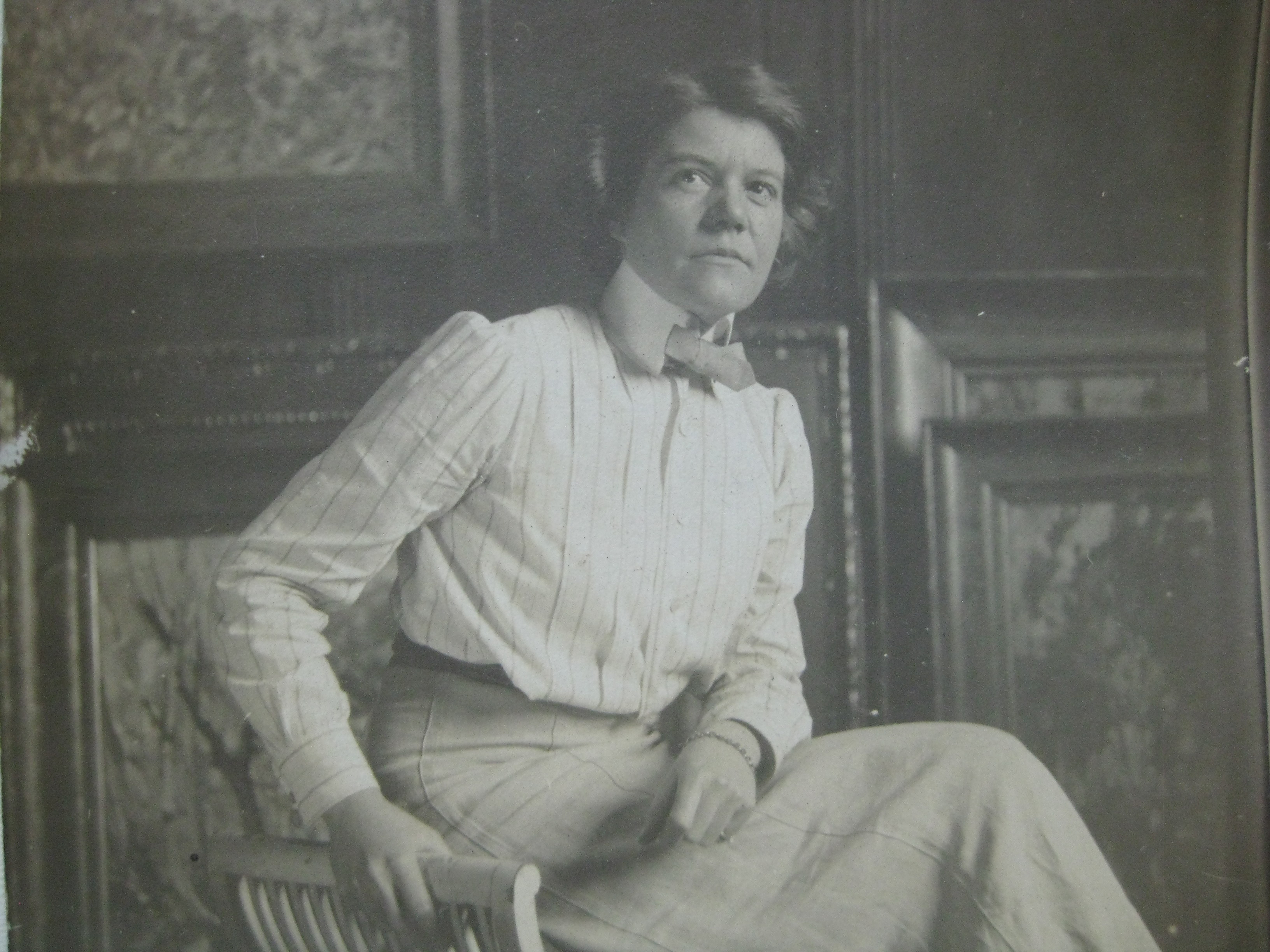
Cläre Neuhaus in Fürstenfeldbruck

Cläre Neuhaus, geboren als Klara Ernestine Katharina Neuhaus (* 7. Januar 1878 in Hannover; † 26. Oktober 1950 in Olten) war eine deutsche Malerin.

## Werdegang
Klara Ernestine Katharina Neuhaus kam in Hannover als drittes Kind aus der zweiten Ehe des Franz Edmund Joseph Maria Neuhaus (1835–1899) mit Gertrud Hubertine Bay (1843–1912) zur Welt. Verheiratet war Neuhaus seit Dezember 1923 mit Andreas Nissen, Landrichter a. D. in Kiel, mit welchem sie offenbar schon vor dem Ersten Weltkrieg freundschaftlichen Kontakt hatte. Ab Juli 1925 wurde die Ehe getrennt.

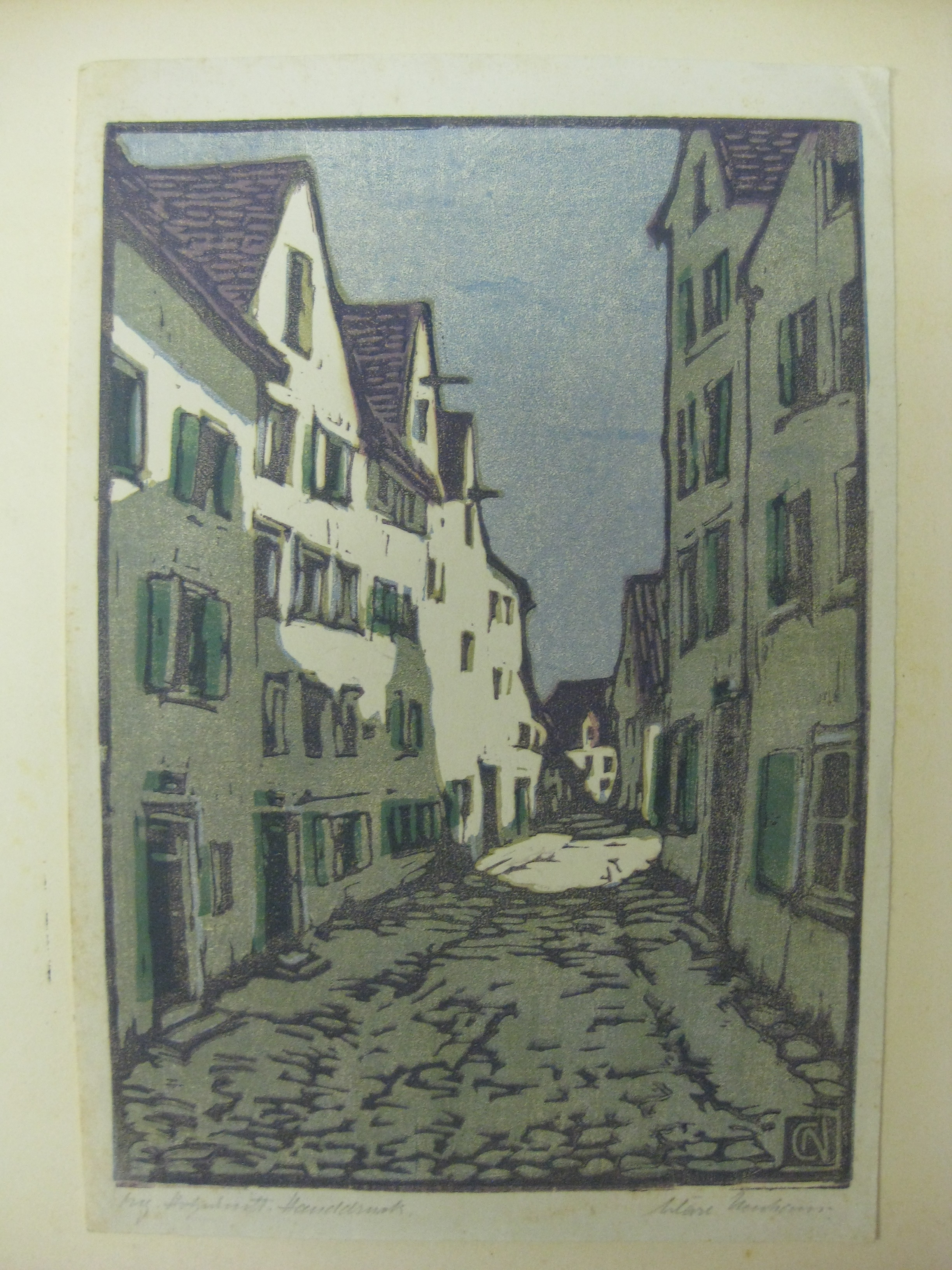
Landsberg, 1913

Neuhaus zog um die Jahrhundertwende nach München, um sich als Kunstmalerin auszubilden. Sie fertigte Zeichnungen, Holzschnitte und Ölbilder. Um 1906/08 weilte sie in Landsberg am Lech.
Zwischen 1903 und 1910 erhielt sie eine Ausbildung an der Damenakademie des Künstlerinnen-Vereins München e. V., wo z. B. Robert Engels, Caroline Kempter, Franz Marc im Lehrkörper wirkten. Danach fand sie Anerkennung und hatte Erfolg. Sie konnte an großen Ausstellungen zusammen mit Max Liebermann, Max Slevogt teilnehmen und erhielt gute Kritiken. Nach der Damenakademie wurde sie Mitglied des Künstlerinnen-Vereins München, welcher zur Aufnahme „den künstlerischen Nachweis des fachgemässen und selbständigen Arbeitens“ verlangte. Dazu musste jede Bewerberin Arbeiten vorlegen, die von einer Jury beurteilt wurden. 1920 wurde die Damenakademie geschlossen. Danach war Neuhaus immer Mitglied bei Künstlerfachverbänden.
Vor dem Ersten Weltkrieg hatte sie mit der Galerie „Neue Kunst“ am Odeonsplatz in München (Hans Goltz) zu tun, die u. a. in Deutschland die Vertretung für „Der Blaue Reiter“ mit Kandinsky, Emil Zoir und Egon Schiele hatte. Nach dem Ersten Weltkrieg arbeitete sie für die „Hamburger Werkstätten (Carl Krüger)“, „Kunst-Salon Franzensbad (Margith Pollach)“. Zwischen 1925 und 1940 fehlen Angaben über Ausstellungen oder Galerien, erst 1942 taucht ihr Name anlässlich der „Grossen Deutschen Kunstausstellung“ in München wieder auf. Gemäß ihren Briefen hat sie aber immer gearbeitet.
Während des Ersten Weltkrieges war sie als Rotkreuzhelferin in Ostpreußen und schuf Zeichnungen. Sie kam bis nach Memel.
Wohnhaft war sie während des Ersten Weltkrieges zusammen mit Meta Kirchner bis 1919 in München, Adalbertstraße 100/III, danach bis 1938 in Fürstenfeldbruck, Münchnerstraße 31 (bis zu deren Tod 1923 zusammen mit Meta Kirchner, danach mit der Pensionärin Charlotte „Lilly“ Adelmühler). Das Haus hatte sie von Meta Kirchner geerbt. Nach dem Verkauf des Hauses 1938 zog sie zurück nach München in eine Wohnung, Königinstraße 103/4, bis 1950. In München pflegte sie „Lilly“ bis zu deren Tod 1941.
Ende des Zweiten Weltkrieges nahm sie Zuflucht im Haus der vorübergehend in der Schweiz lebenden Schwägerin Martha Bernstein (Neuhaus-) in Diessen, dann war sie kurzfristig einquartiert in Gaschning. Nach dem Zweiten Weltkrieg wohnte sie wiederholt in der Schweiz in Däniken, Trimbach und Gretzenbach bei ihren Neffen.
Fast das ganze letzte Lebensjahr verbrachte sie schwer krebskrank in Gretzenbach. Sie verstarb am 20. Oktober 1950 im Kantonsspital Olten und wurde im Familiengrab ihres Bruders Constantin auf dem Hörnlifriedhof in Basel bestattet.
Künstlerisch war sie dauernd tätig, Holzschnitte machte sie bis in die 1920er Jahre, danach malte sie vorwiegend. Die Holzschnitte waren damals beliebt, so soll der Kakadu in der Reichsbahn als Wagenschmuck gehangen haben.
Meta Kirchner (1871–1923) war die wichtigste Bezugsperson. Meta Kirchner lernte auch Künstlerin, war ledig, sehr vermögend als einziges überlebendes Kind – sie konnte sich vor dem Ersten Weltkrieg ohne weiteres eine dreijährige Asienreise leisten – verlor aber durch den Krieg und die Inflation praktisch alles. Sie setzte Cläre Neuhaus als Alleinerbin ein.

## Mitgliedschaften
- Damenakademie des Künstlerinnen-Verein München, 1903–1910
- Künstlerinnen-Verein München e. V. 1910–1920
- „Freie Münchner Künstler“, 1914–? (die Hälfte der Mitglieder waren Frauen.)
- Fachverband der Kunstmaler Bayerns, ab 1920
- „Künstlervereinigung Fürstenfeldbruck“, ab 1924 (Gründungsmitglied, zusammen u. a. mit Selma des Coudres)
- Berufsverband Bildender Künstler München, 1945–1950

## Ausstellungen
- 1910: Kunstausstellung „moderner Meister“ im Rahmen der Großen Gewerbe- und Industrieausstellung auf dem Lübberbruch in Herford. Cläre Neuhaus unter etwa 50 Künstlern, darunter Max Liebermann, Lovis Corinth, Max Slevogt, Otto Modersohn.
- 1914: Ausstellung der „Freien Münchner Künstler“ in der Schackothek an der Brienner Straße in München (Farbholzschnitte, mit vertreten auch Caroline Kempter). Besprechung in „Deutsche Kunst und Dekoration“, 1914, 1. Band Seiten 411–414
- 1915: „Graphische Wanderausstellung der Vereinigung nordwestdeutscher Künstler“, Cläre Neuhaus u. a. mit Holzschnitt „Alte Gasse“. Gezeigt von 15. September – 15. Oktober 1915 im Obernier-Museum in Bonn
- 1916: Ausstellung der „Freien Münchner Künstler“ in den Räumen des Kunstvereins an der Galeriestraße. Cläre Neuhaus „mit einfachen Bleistiftskizzen der furchtbaren Kriegszerstörungen des Russeneinfalls in Ostpreussen“
- 1942: Große Deutsche Kunstausstellung in München

## Museen
- Städtisches Kunstmuseum Spendhaus Reutlingen
- Kulturmuseum St. Gallen
- LETTER Stiftung, Köln